# Station Uhowo
Station Uhowo is een spoorwegstation in de Poolse plaats Uhowo.